# Simone Raineri
Simone Raineri (Bozzolo, 7 de febrero de 1977) es un deportista italiano que compitió en remo.
Participó en cuatro Juegos Olímpicos de Verano, entre los años 2000 y 2012, obteniendo dos medallas, oro en Sídney 2000 y plata en Pekín 2008, en la prueba de cuatro scull.
Ganó tres medallas en el Campeonato Mundial de Remo entre los años 2001 y 2010, y dos medallas en el Campeonato Europeo de Remo, en los años 2007 y 2013.

## Palmarés internacional
| Juegos Olímpicos   | Juegos Olímpicos          | Juegos Olímpicos  | Juegos Olímpicos |
| Año                | Lugar                     | Medalla           | Prueba           |
| ------------------ | ------------------------- | ----------------- | ---------------- |
| 2000               | Sídney (Australia)        | Medalla de oro    | Cuatro scull     |
| 2008               | Pekín (China)             | Medalla de plata  | Cuatro scull     |
| Campeonato Mundial |                           |                   |                  |
| Año                | Lugar                     | Medalla           | Prueba           |
| 2001               | Lucerna (Suiza)           | Medalla de bronce | Cuatro scull     |
| 2002               | Sevilla (España)          | Medalla de bronce | Cuatro scull     |
| 2010               | Cambridge (Nueva Zelanda) | Medalla de plata  | Cuatro scull     |
| Campeonato Europeo |                           |                   |                  |
| Año                | Lugar                     | Medalla           | Prueba           |
| 2007               | Poznań (Polonia)          | Medalla de plata  | Cuatro scull     |
| 2013               | Sevilla (España)          | Medalla de bronce | Cuatro scull     |